# Irind
Irind – wieś w Armenii, w prowincji Aragacotn. W 2011 roku liczyła 712 mieszkańców.